# Слободский сельский совет (Каховский район)
Слободский сельский совет (укр. Слобідська сільська рада) — входит в состав
Каховского района
Херсонской области
Украины.
Административный центр сельского совета находится в 
с. Архангельская Слобода.

## История
- 1974 — дата образования.

## Населённые пункты совета
- с. Архангельская Слобода
- с. Вольная Украина